# Echinomacrurus mollis
Echinomacrurus mollis är en fiskart som beskrevs av Roule, 1916. Echinomacrurus mollis ingår i släktet Echinomacrurus och familjen skolästfiskar. Inga underarter finns listade i Catalogue of Life.